# 万能接着剤

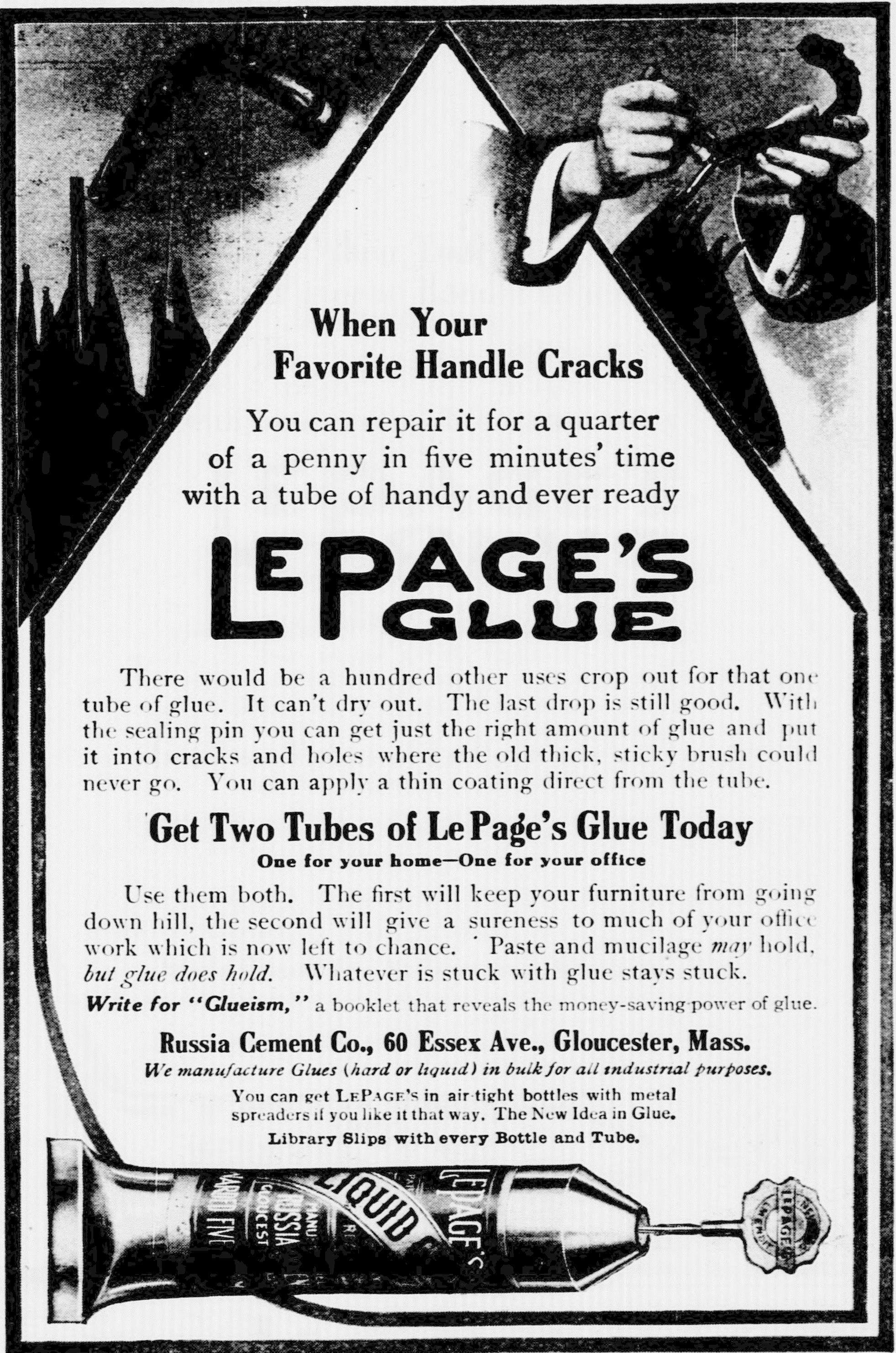
"Le Page's Liquid Glue"の広告。傘の修理とチューブ入り接着剤の絵。1911年

万能接着剤とは、色々なものを接着できる接着剤の総称。日本初の合成接着剤セメダインCや、その手本となったイギリスのメンダインなどがある。

## チューブ入り万能接着剤の歴史

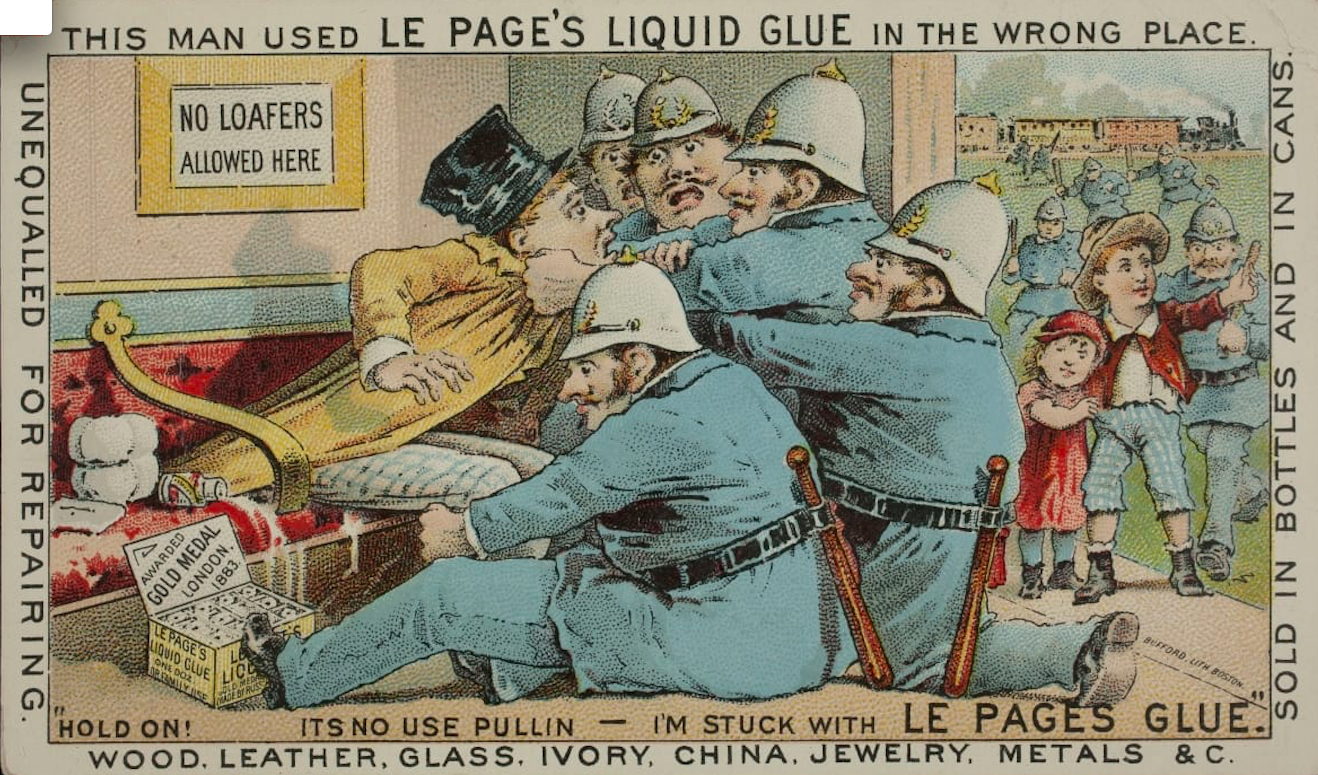
"Le Page's Liquid Glue"の挿絵広告。1880年頃

膠（ニカワ、animal glue）は強力な接着剤だが、使い方がたいへん面倒である。そこで膠をより使いやすくした製品が19世紀後半から登場した。
主な特徴は、
- 既製: すぐ使えるように、あらかじめ液体の液状膠（liquid glue）にしておく
- 長期保存可能: 腐敗防止処理
- 保管容器から直接使える: 特にチューブ (容器)入り

紙用の糊であるデンプン糊(paste)やアラビアゴム糊(mucilage)も同様の製品化が進んだが、膠よりも接着力が弱いこれらと区別するために、膠系には万能接合剤、万能接着剤、強力接着剤、万能糊、セメント(cement)などの説明がつけられた。おもに家庭向け・小売り向けの商品で、販売にあたっては大量の広告や、キャッチコピーの連呼といった広告手法も駆使された。
膠には色々な種類があるが、なかでもfish glue（魚膠、うおにかわ。魚を材料にした膠）が液状膠にはよく使われた。魚膠は、上等品のアイシングラスと狭い意味での「フィッシュグルー」（魚の廃棄物から作った膠）とに分類できる。「鰾膠」（にべ）もニベのアイシングラス、あるいは魚膠全般のことである。が、これらの用語は曖昧で、人によって指している範囲が違う。
19世紀末には既に無数のメーカー・商品があった。同一ブランド名（商標）で複数の異なる商品が販売されたり、後に別会社がその商標を別の成分の商品名（商品の名）にすることがあるので、一般に商品名だけでは商品内容は特定できない。本項では原則としてブランドをつくった当初の商品とそのメーカーについて述べる。

### Le Page's

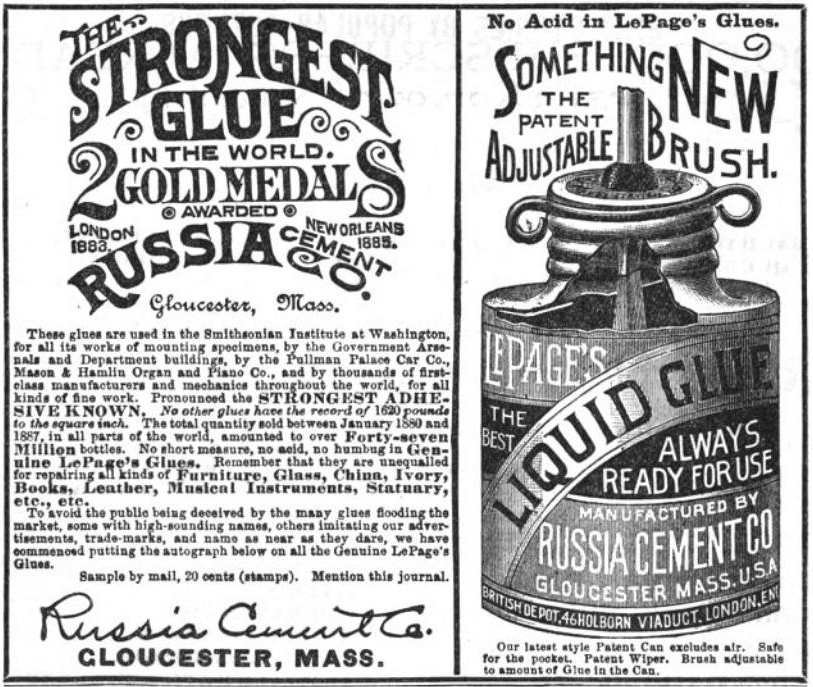
"Le Page's Liquid Glue"缶の絵入り広告。1888年

Le Page's Liquid Glueは初期の液状膠製品である（"Le Page"の発音: カナダLe Page家の自称:「ル・ペイジ」、フランス風英語:「ル・パージュ」、アメリカ英語・イングランド英語: 「リー・ペイジ」）。
商品名がフランス系人名でメーカの社名も"Russia Cement Company"だがアメリカの会社である。
アメリカ在住のカナダ国籍の発明家William Nelson Le Page（1849 - 1919）は、漁港で廃物となっていた魚の皮・骨を活用し、腐敗防止などの技術開発により液状膠の製品化に成功して1876年に事業開始。1886年特許取得。成分は魚膠である。
当初のLe Page'sは缶入り（刷毛蓋付き）製品だったが、チューブ入り品も1901年までには発売した。1901年に、チューブの先端を針だけで簡単に開けられて封もできる特許を取得。この形状のチューブ入り製品は少なくとも1911年には販売している。
1909年時点では世界最大の液状膠メーカーになっていた。
William Nelson Le Page本人は1890年代に会社の持ち分を手放し、"Le Page"の商標権の所有を元の会社と裁判で争って敗訴した。
会社は後にLePage's（"Le"と"Page"の間のスペースを詰めた）に社名変更し、2020年現在では"Le Page"関連の商標は複数の企業に分散している。会社が1940年代にカナダに作った子会社は紆余曲折を経てヘンケル傘下のカナダでのブランド"LePage"となった。いっぽう、アメリカの本社LePage'sも他社傘下になったが2000年に売却されて"LePage's"ブランドは存続。ヘンケル傘下の"LePage"とは関係なくなっている。
既に1883年時点で、同じ市内には競合する接着剤メーカーGloucester Isinglass and Glue Companyもあった。Le Page'sが1886年に取得した特許の有効期限が終わったのは1903年である。

### Syndetikon
Syndetikon (ドイツ語版)は1880年にドイツでOtto Ringという者が発売したチューブ入りの液状膠。処方は残っていないが魚膠と言われており、魚臭いのが不評だった。Otto Ring & Co.社の販売拡大には、キャッチコピー"....klebt, leimt, kittet alles"（万事接ぐ貼る固める）の連呼、新進のグラフィックデザイナーチームと連携して様々なポスター・広告入り切手・さまざまな紙面の広告化・ペーパークラフトを作成するなど、さまざまな広告技法を駆使した。このチームは20世紀初頭にドイツで起こったBuchkunstbewegung（書籍デザイン改革の芸術運動）の立役者のひとつだったおかげで、その一人Friedrich Wilhelm Kleukens (ドイツ語版)がSyndetikonのパッケージデザイナーであることまで記録として残っている。
"Syndetikon"という語は辞書に載り、小説の題名にもなるほど著名だった。一般名化も進んだ。既に1893年の薬局向け処方集の記述では「『アイシングラス』や"Syndetikon"と称する商品は魚膠である。ただし最近のSyndetikonは、単に砂糖と石灰を混ぜただけというしろものが多い」とあり、英語圏でも砂糖と石灰の糊や液状膠の別称のように扱われている。
のちに#UHUをはじめとする合成樹脂系の接着剤に駆逐され、ドイツで"Syndetikon"という商品も単語も忘れ去られた。

### セコチン
SECCOTINE (英語版)（英語の発音:[ˈsɛkəʊtiːn]、「セコチン」:11、「セコチーン」) はイギリスの液状膠商品。メーカーはイギリス（北アイルランド）の会社McCaw, Stevenson and Orr, Ltd.。
チューブ入りのliquid fish glue（液状の魚膠）。
大元はアイルランド人John Stevensonがドイツで19世紀後半に取得した特許らしい。この技術を使ってイギリスの北アイルランドの企業（元は印刷業）であるMcCaw, Stevenson and Orr, Ltd.が1886年から:15製造販売、1894年にイギリスで"Seccotine"を商標登録、フランスではフランスの企業が販売、と複雑である。
1903年にSeccotineの販売元McCaw, Stevenson and Orr, Ltd.は、イギリスで"Securine"という商品名の接着剤の販売元を商標侵害で訴えて勝訴している。
McCaw, Stevenson and Orr, Ltd.は1968年にイギリスRoyal Sovereign Pencil Co.（ロイヤルソブリン）に買収され、1990年に三菱鉛筆がRoyal Sovereign Pencil Co.を買収したことからイギリスの"SECCOTINE"の商標は一時期三菱鉛筆が保有していたが他社へ譲渡され、直後の2001年に登録失効。
"Seccotine"という語は辞書に掲載されるほど著名な商標で、一般名としてアガサ・クリスティの小説『茶色の服の男』などにも登場する。
イギリスでのSECCOTINEの広告では"FOR STICKING EVERYTHING", "WHICH MENDS EVERYTHING"など複数のキャッチコピーを使っていた。そのひとつ"WHICH MENDS EVERYTHING"は、19世紀中旬（つまりSECCOTINEより数十年前）のアメリカのユーモア作家・コメディアン Artemus Ward (Charles Farrar Browne (英語版)のペンネーム)の風刺エッセイに書かれていた文言。他に、高名な物理学者ケルヴィン卿（アイルランド出身）まで引き合いに出して『ケルヴィン卿も重用』と強調した広告も打った。

#### SECCOTINE （フランス）
フランス版SECCOTINEも魚膠であり、

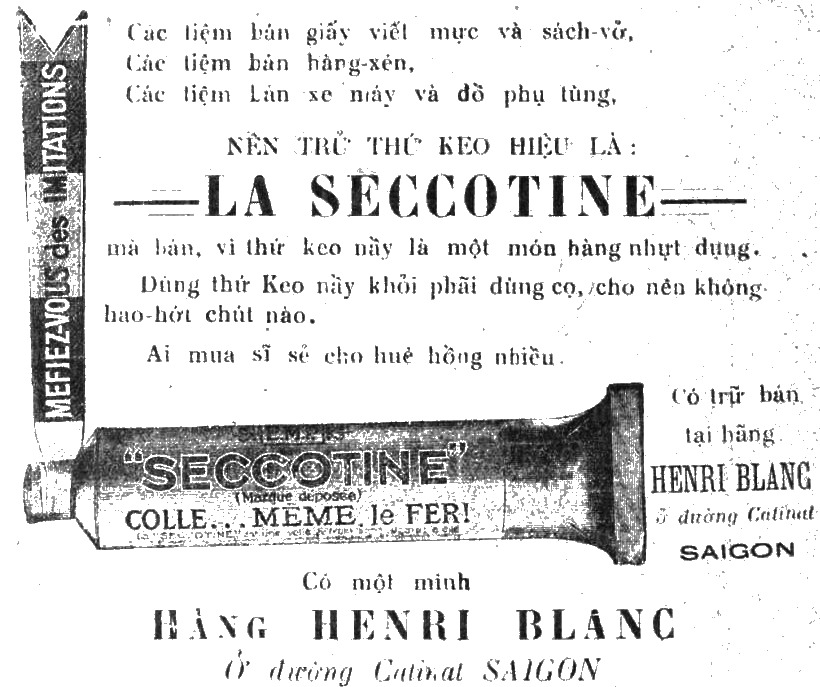
"EMP"ロゴSeccotineの絵入り広告。1924年ベトナム

チューブ入り品が少なくとも1894年までには輸入販売されていた。フランスでのSECCOTINEの広告には、販売者名やイギリスの会社である"McCaw, Stevenson and Orr, Ltd."の名はほとんど書かれていない。三色旗を付けたフランス語版"E.M.P"社製品が1924年以前に発売された。
キャッチコピーは"COLLE...MÊME le FER"など。フランスでの"SECCOTINE"の登録商標は紆余曲折を経て"Holt Llloyd S.A."（イギリスのカー用品ブランド"Holts"（ホルツ）のHolt Llloyd International Ltd.の子会社）の手に渡り、同社が国際商標登録したが2010年に失効。2018年に別の会社が商標登録した。
フランスでは"seccotine" (Wiktionaryフランス語版)や、綴りを変えた"sécotine" (Wiktionaryフランス語版)は「糊」という意味に一般名化している。さらに1950年代には漫画のキャラクター名:女性ジャーナリストSeccotine (フランス語版)や、歌手Fernandel(フランス語版)による歌の題名"Seccotine"など、さまざまなポップカルチャー作品に登場する。

### テナシチン
TENASITINE（「テナシチン」）はイギリスKay Brothers Ltd.販売のチューブ入り接着剤。セメダイン社の記録では「アメリカ」製:11とあるが、少なくともメーカはイギリスの会社である。
TENASITINEの商品名は1900年から使用実績があるとして、1904年にアメリカで商標登録、1910年にイギリスでも商標登録している。
SeccotineとTenasitineは同じ用途に使えるとみなされていた。
日本では三越が扱っていた。

### メンダイン

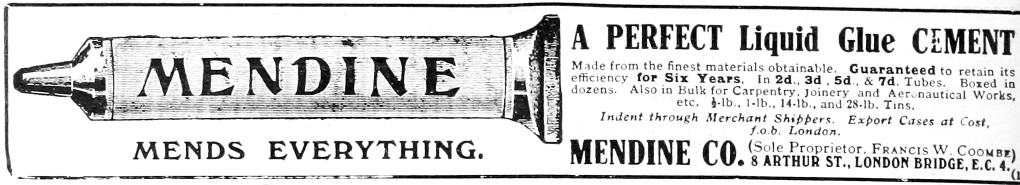
MENDINEの絵入り広告。1919年イギリス

MENDINE（「メンダイン」）は、イギリスの接着剤の商品名。1902年に商標登録、1905年までには金属チューブ入り品を発売。成分は"Liquid Scotch glue"（液状膠）。MENDINEのチューブ単価はSECCOTINEの2/3から半分程度だった。
1918年までに強度が2品種となり、各々の成分の違いは不記載だがどちらも"Liquid Scotch glue":
- Super strength品: 飛行機製造、その他の戦時用途で英国政府御用達[57]。缶入り。
- Standard strength品: 部材接合、車体組み立て、その他よろず。チューブ入り品あり[57]。

メンダインは日本へも輸入された。接着力は強力で便利だが高価なのが難点との声が多かった。後にセメダインの創業者となった今村善次郎は、当初メンダインを販売していた:15。「メンダイン」がセメダインの商品名の由来のひとつだという説もあり:19-20、たびたび引用される。

### CROID
MENDINEと同時期にイギリスで販売されていた'CROID' LIQUID GLUEという接着剤は、イギリスのメーカーThe Improved Liquid Glues Company Ltd.（1911年登記。創業者P.H.W. Serie）のブランド'CROID'の商品。
'CROID' LIQUID GLUEは動物の骨・皮革から得た膠が原料で、考案者は創業者のP.H.W. Serie。CROIDがイギリスで最初の既成液状膠商品という説もあるが、もし"'CROID' liquid glue"の発売が創業と同じ1911年頃だったとすると、1886年発売:15のSeccotine（あるいは前身）のほうが古い。
1918年時点では飛行機用で英国政府御用達Class 1, Class 2規格準拠品の2品種あり（成分の違いは不明）:
- "Extra strength"品: Class 1 work
- "Standard strength"品: Class 2 work

という商品展開がMENDINEと類似しており、広告掲載誌も重複している。
CROIDの接着剤は、1919年の世界初大西洋横断飛行（ただし定義による）でジョン・オールコックらが使用した機体の一部にも採用された。
チューブ入り品もある。
The Improved Liquid Glues Company Ltd.は1920年にBritish Glues and Chemicals (BG&C)に吸収される。さらにBG&Cは1968年にCroda Internationalに吸収された。

## 膠からの脱却
膠系よりも耐水性、耐油性、耐熱性、悪臭改善などをはかったものとして、20世紀初頭からカゼイン系、ニトロセルロース系（セルロイド系）・酢酸セルロース系などの半合成樹脂系、合成樹脂系などの新製品が登場した。
ニトロセルロース系は無色透明で、ニス（ワニス、varnish）と接着剤(glue)はほぼ同じものとみなされることがある。接着剤やニスと類似の原料から作られる製品としては、飛行機材料「ドープ」(Aircraft dope (英語版))という物もあるが、これは飛行機の翼等の布に強度・張り改善のためにしみこませて乾かす塗料の一般名。

### アムブロイド
AMBROID（「アムブロイド」）はアメリカの接着剤ブランドで、1910年:2にWest Manufacturing Co.,が発売。
接着剤商品AMBROID GLUEは強力な防水性、柔軟性、耐酸、耐油性を特長とうたっており、セルロース系。1900年頃にアメリカのHowe & French, Inc.社の社長Charles Seavernが、趣味のカヌー用の防水剤塗布作業を改善するために、同社の廃棄物だったセルロイド屑を加工した防水塗料を開発したところ性能・使いやすさ、ともに良好だったために発売した。
最初は缶入品のみだった。チューブ入品のほうが応急修理用にも便利なのはわかっていたが、鉛製のチューブに触れると接着剤が固まってしまうため実現できなかった。後にこれはクエン酸添加により解決し、チューブ品も発売された。当初製品は琥珀色だったが、後に原料をセルロイド屑から純セルロースに切り替えたところ色が変わったため、わざわざ琥珀色の染料を添加した。
着火剤としても好適で雨天下でも使えるという。
"AMBROID"のロゴマークは1911年にWest Manufacturing Co.,が商標登録。West Manufacturing Co.,は1951年に"Ambroid Co.,"に社名変更:2、1962年までには兄弟会社Howe & French, Inc.と統合。また、どこかの時点でAMBROIDは"AMBROID Liquid Cement"という商品名に変更された。Ambroid Companyは1960年代には各種接着剤に加えて模型キットも販売。ロゴマークの商標登録は1992年以前に失効。
2000年に別会社が別デザインの"AMBROID"を商標登録、"Ambroid ORIGINAL LIQUID CEMENT"等の商品名を冠する各種接着剤を販売していたが、登録は2007年に失効、ホームページも2009年頃に閉鎖となった。
なお、英語の"ambroid"（別綴 "amberoid"）という語は、19世紀に開発された新素材で、琥珀（amber）の屑を熱し固めて作った琥珀風の材料である。West Manufacturing Co.,のセルロース系接着剤の商標"Amobroid"よりも前から存在する。"Ambroid"と書いてあるときは、この琥珀系材料のことか、"Ambroid"ブランドの製品のことか、いずれもありえるので注意。ややこしいことに、他社製品で琥珀を原料にした接着剤というものも存在する。

### DUCO HOUSEHOLD CEMENT
デュポン (Du Pont)のDU PONT HOUSEHOLD CEMENT（「家庭用セメント」）はニトロセルロース系の接着剤。成分の"pyroxylin"（「パイロキシリン」「ピロキシリン」）とは、ニトロセルロースの一種で硝化度11.5% - 12.3%のもの
。特徴的なのは、耐水性と透明性に加えて「衛生的（本品は膠と違い、動物の死骸が入っておりません）」であることを利点として挙げている点である。商品名も"glue"（膠）ではなく"cement"にしている。においは「心地よい熟成バナナのにおい」と形容している。
チューブ入り品は1916-1917年から販売。原型となる工業用接着剤製品"Belt Cement"は1914年以前から販売していた
が、チューブ入り品発売の発端は、ある化学博覧会で来客へのノベルティとして"Belt Cement"を小さなチューブに小分けした試供品を配布したこと。これが想定外の人気で、博覧会終了後も要望が相次いだため、家庭用に改良したうえで金属製チューブ入り品を"HOUSEHOLD CEMENT"という商品名で発売した。大した宣伝もしていないのに、客の口コミで普及したとのこと。
日本では三越が販売していた。日本でデューコはメンダインよりも更に高価だった。
1929年にデュポンは本品のブランドを"DU PONT"から"DUCO"（「デューコ」）に切り替えて商品名をDUCO HOUSEHOLD CEMENTに変更。2020年現在も"DUCO"の接着剤用登録商標はデュポンが保有しているが、イリノイ・ツール・ワークス (ITW)に使用許諾を与えており、ITWが"DEVCON"ブランドで"DUCO CEMENT"というニトロセルロース系接着剤を販売している。

### UHU
UHU Der Alleskleber (ドイツ語版)（「ウーフ」）は、ドイツの薬剤師August Fischerが1932年に開発した合成樹脂接着剤。完全透明で、ベークライトすら接着できるとうたっている。ポリ酢酸ビニル樹脂溶液系接着剤)。当時ドイツで普及していた魚膠接着剤"#Syndetikon"の欠点を改良すべく開発した。Fischerが64歳のときであった。"UHU"という名称は「ミミズク」という意味のドイツ語"Uhus" (ドイツ語版)からつけたと言われている。"alleskleber" (ドイツ語版)とは「万能接着剤」という意味。
飛行船ヒンデンブルグ号（1936年運行）の胴体の接着にUHUが採用された。
UHU社は1971年にイギリスのビーチャムに買収され、MBOを経て1994年にイタリアのBolton Group (ドイツ語版)の完全子会社となった。2020年現在もUHU社からUHU Der Alleskleberという商品名の接着剤が販売されている。2020年頃時点の成分:固体成分32-35%、主成分ポリ酢酸ビニル、酢酸メチル。少量のエタノール、アセトン。黄色いチューブに黒い文字というデザインは当初から基本的に変わっていない（一時期除く）。

## 日本の黎明期

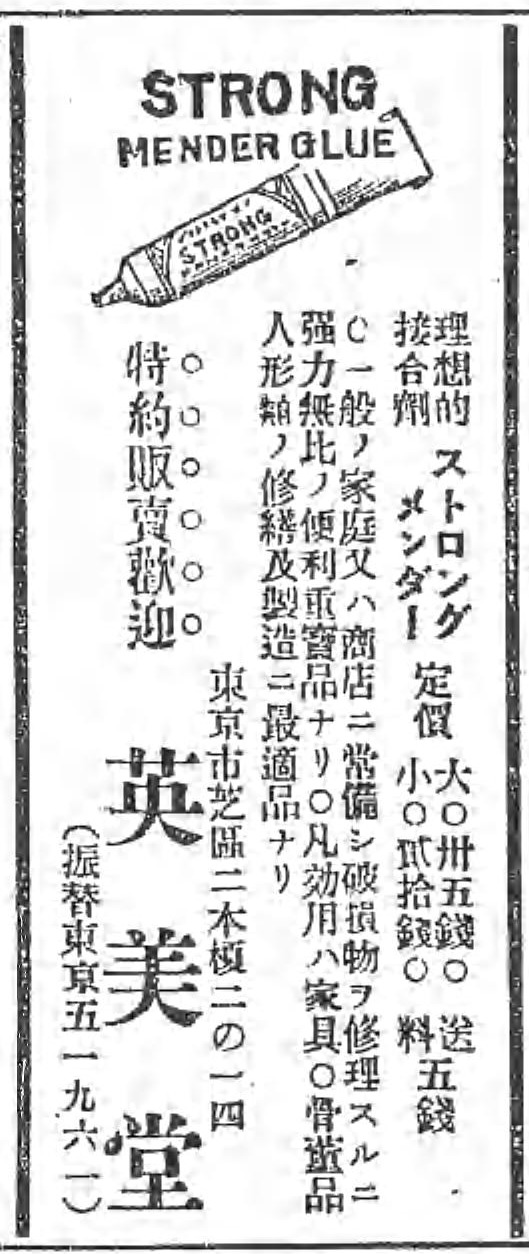
ストロングメンダーの広告。1921年

チューブ入りの万能接着剤等と称する商品は日本でも戦前から各種販売されていた。ただしほとんどの製品は成分の記載がなく、液状膠並みの性能があったかどうかは不明。
初期のものとしては1921年に英美堂のSTRONG MENDER GLUE（ストロングメンダー）(資料1921年)があるが、これは舶来品か国産品か不明である。

### セメダイン

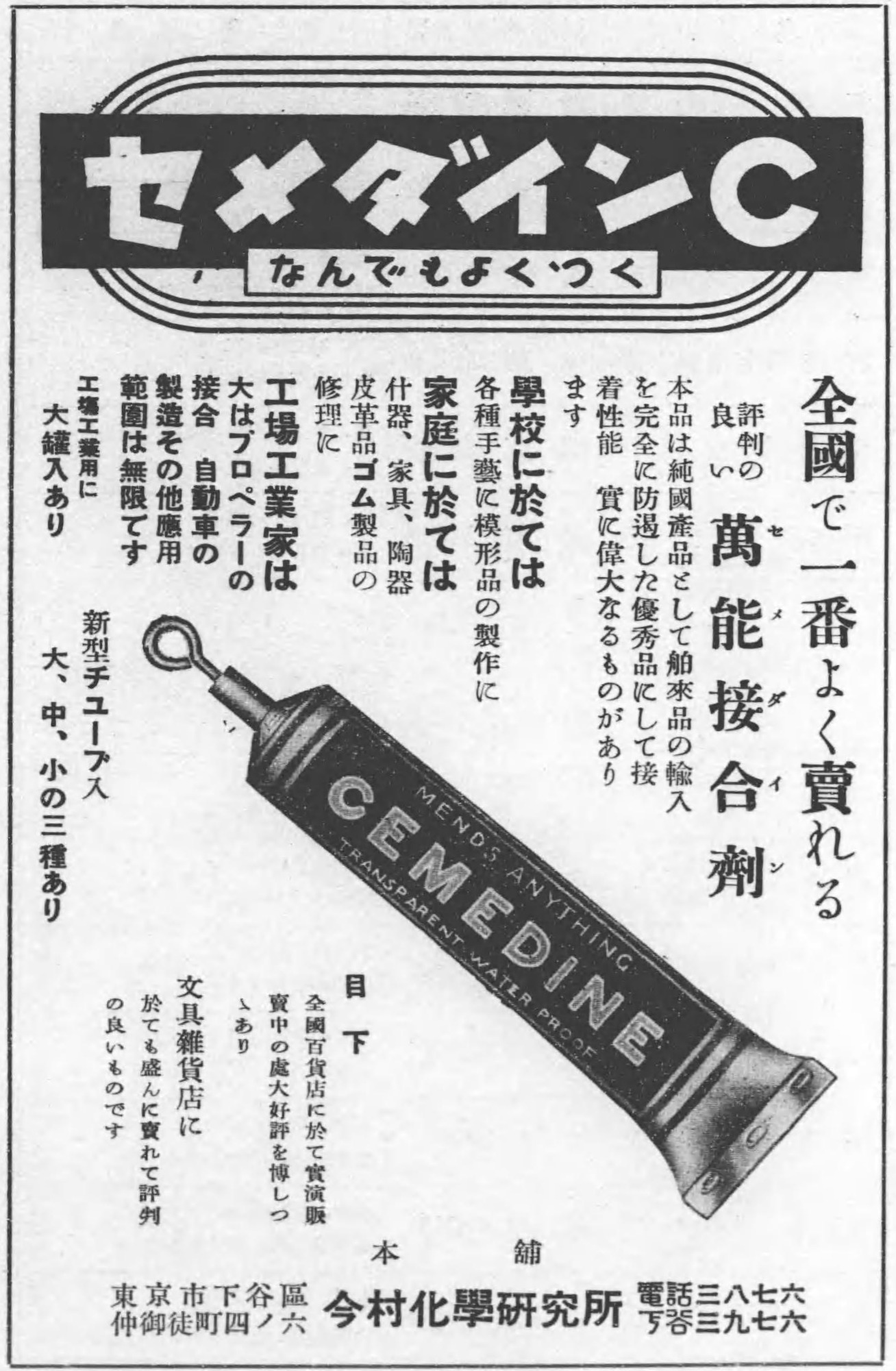
セメダインの写真入り広告。1939年

CEMEDINEあるいは「セメダイン」は、今村商店→今村化学研究所→セメダイン社の商品名、のちにブランド名。
- CEMEDINE（セメダイン）: 発売諸説あり、最早で1923年[21]:33。少なくとも1932年以前[61]:41。膠系[21]:33。
- セメダインA: 1935年までに発売[3]:396。蛋白質系[88]（蛋白質系とは、膠系、カゼイン系、アルブミン系、大豆タンパク質などの総称[3]:369）
- セメダインB: 1940年発売。ゴム系[21]:46
- セメダインC: 1938年発売。ニトロセルロース系[21]:31[89]。無色透明、耐水、耐熱、速乾性を特長に挙げている[21]:32。

### サクラ糊

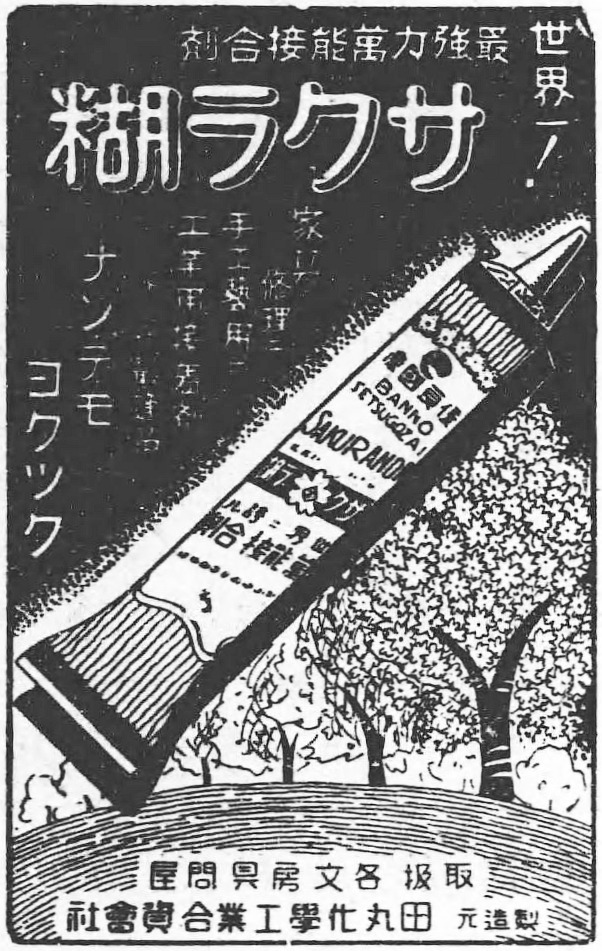
サクラ糊 絵入り広告。1939年

田丸化学工業は1921年に「サクラ糊」という字句を含む図案を商標登録。
（年次は確認できる資料の時期。発売時期ではない）
- 「万能糊 桜糊」 (資料1925年[91])
- 「強力万能接合剤 サクラ糊」(資料1939年[87]) 1925年に存在した「万能糊 桜糊」との異同は不明。
- 「万能接合剤 ヒコーセメン」(資料1939年[87]:243)

なお、セメダイン社（旧今村化学研究所）には1927年から「桜のり」という商品を製造販売していたとの記録:202と、「さくら糊」および「桜糊」という商品の写真:35があるが、田丸化学工業との関係について記述はない。

### その他
（年次は確認できる資料の時期。発売時期ではない）
- 三麓商会取り扱い: 「牛乳万能糊」、「セメント糊」（資料1925年[91])
- 内田洋行取り扱い: NEO PASTA（ネオパスタ）(資料1934年[92])
- 丸善取り扱い: ウツミ化学研究所 UTSUMI UTOM（ウトム グリュー）(資料1936年[93])

## その他の強力接着剤
戦前の日本で著名な接着剤のうち、液状でないもの、チューブでないもの（外国製含む）:

### セルタス
セルタス (Certus)はドイツMerkel社のカゼイン系接着剤。商品形態は粉末。使用者が水で練って使う。日本では少なくとも1922年には販売されていた。
航空機用途では真剣に検討されたが、考古学の分野では、土器修復用途には湿気に弱く不向きと評された。
戦後1959年時点でも日本メーカーからミルクカゼイン系接着剤セルタスが販売されているが、Merkel社品との関係は不記載。

### 菱光グリュー
東京工業化学試験所という業者が1926年頃にライトグリューというカゼイン系接着剤を販売していた。液状既製品ではなく、粉末を使用者が水で練って使うタイプ。
菱光グリューは東京工業化学試験所が1928年頃から販売していたカゼイン系接着剤。菱光グリューとライトグリューの関係は不明。粉末を使用者が水で練って使うタイプで、液状既製品ではない。

### 愛知無敵糊
愛知時計電機は1920年頃から航空機製造にあたり、接着剤の研究をしていたが、1936年にこれらの接着剤や他の部品の製造会社として愛知化学工業（のちのアイカ工業）を設立した。両社から各種接着剤が発売された。
- 液状膠: 1931年頃 愛知時計電機発売[104]。
- アイチカゼイン: カゼイン系。1934年までに愛知時計電機発表[105]
- アイチニカワ: 液状膠。1937年愛知化学工業発売[3]:390
- バルカメン: 液状膠。金属とゴムの接合用。1937年愛知化学工業発売[3]:390
- 愛知無敵糊: ユリア樹脂系接着剤。1939年愛知化学工業発売[103]。航空機用合板製造の糊として開発[3]:394。日本のユリア樹脂系接着剤としては最初期[3]:394。

チューブ入り製品の有無や小売有無は不明。
2020年現在、アイカ工業と愛知時計電機との間に資本関係はない。